# Gergely István (agrárközgazdász)
Gergely István (Monok, 1930. november 1. – Siófok, 1980. augusztus 19.) magyar agrárközgazdász, miniszterhelyettes, a mezőgazdasági tudományok kandidátusa (1966).

## Életpályája
1955-ben fejezte be tanulmányait a gödöllői Agrártudományi Egyetemen. Ezután a Sárospataki Állami Gazdaságban gyakornokoskodott; később Apagyon agronómus lett, majd a Közép-tiszai Állami Gazdaság főagronómusának nevezték ki. 1961 és 1965 között az MSZMP KB apparátusában dolgozott. 1965 és 1972 között a Földművelésügyi Minisztériumban főosztályvezető, majd – a tárca átszervezését követően – a Mezőgazdasági és Élelmezésügyi Minisztérium miniszterhelyettes lett; e minőségében a Mezőgazdasági Műszaki Fejlesztési, Mezőgazdasági Termelésfejlesztési, Szakoktatási, és a Tudományos Kutatási Főosztályokat felügyelte. 1972-től ő volt az MSZMP Szolnok megyei bizottságának első titkára, 1975-ben az Országos Vízügyi Hivatal elnökévé nevezték ki, 1977-től pedig a Környezetvédelmi Tanács elnökhelyettesévé is választották.
1967-től a Magyar Agrártudományi Egyesület alelnöke, 1972-től a Műszaki és Természettudományi Egyesületek Szövetségének társelnöke volt. Mintegy 150 tanulmánya jelent meg hazai és külföldi szaklapokban.
1980-ban, alig 49 éves korában gépkocsibalesetben vesztette életét. Testét a Fiumei úti sírkert Munkásmozgalmi Panteonjában helyezték nyugalomra.

### Kutatható iratanyaga
Miniszterhelyettesi működési időszakából 6,60 iratfolyóméternyi (55 doboznyi), maradandó értékűnek minősített iratanyaga került az Országos Levéltár, mai nevén Magyar Nemzeti Levéltár Országos Levéltára őrizetébe, ahol az a XIX-K-9-ab törzsszámon kutatható.

## Könyve
- Az öntözés helye, szerepe a mezőgazdasági termelés fejlesztésében (1966, angolul is).